# 哈答
哈答（？—？），又作合答、合达、合丹，元朝将领，蒙古兀鲁兀惕部人，术赤台之孙，怯台之子。
哈答继承父祖统领兀鲁兀部，称郡王。元世祖中统元年（1260年），自请率本部人为右翼跟随诸王合丹、驸马纳陈征伐阿里不哥，大战于昔木土脑儿之地，击败斡亦剌军。在失烈延塔兀又获胜，因功受赏。中统二年（1261年），任枢密副使。中统三年（1262年），率军跟随哈必赤讨平李璮之乱。至元七年（1270年），以同知枢密院事改任河南行中书省平章政事，与阿术、刘整率军攻襄阳（今湖北省襄阳市）。在灌子滩与南宋范文虎援军交战。至元八年（1271年），派军再败范文虎援军。后升左丞相。至元十年（1273年），行淮西等路枢密院事，守正阳（今安徽省颍上县南），主持东路攻宋军事。至元十一年（1274年），改行枢密院为行省，复任左丞相。不久又改行枢密院。至元十二年（1275年）罢。至元十四年（1277年），出任北京行省平章事。

## 家族
- 千人隊長 朮赤台（J̌ürčedei）
  - 郡王 怯台（Kehetei，کهتی نویان/Kehtei）
    - 郡王 端真（Temüǰin）
    - 郡王 哈答（Qadaq）
      - 郡王 脱欢（Toγon）
        - 郡王 塔失帖木儿（Taš temür）
          - 郡王 匣剌不花（Qara buqa）

      - 亦隣只班（Irinǰibar）
      - 郡王 慶童（Hingtom）
        - 郡王 也里不花（Yeli buqa）

  - 不只儿（Buǰir，بوجر نویان/Būjir）

## 延伸阅读
[在维基数据编辑]
 《新元史/卷124》，出自柯劭忞《新元史》